# Dyskografia Krayzie Bone’a
Poniżej przedstawiona jest dyskografia amerykańskiego rapera Krayzie Bone’a.

## Albumy

### Studyjne
| Rok  | Tytuł                                                                           | Pozycja na liście | Pozycja na liście | RIAA certyfikaty |
| Rok  | Tytuł                                                                           | U.S. 200          | U.S. R&B          | RIAA certyfikaty |
| ---- | ------------------------------------------------------------------------------- | ----------------- | ----------------- | ---------------- |
| 1999 | Thug Mentality 1999 - Wydano: 6 kwietnia, 1999 - Wytwórnia: Ruthless/Relativity | 4                 | 2                 | Platyna          |
| 2001 | Thug on da Line - Wydano: 28 sierpnia, 2001 - Wytwórnia: Ruthless/Loud/Sony     | 27                | 13                |                  |
| 2011 | Chasing the Devil - Wydano: - Wytwórnia: BTNH Worldwide/Warner Bros.            |                   |                   |                  |

### Niezależne
| Rok  | Tytuł                                                                       | Lista |
| Rok  | Tytuł                                                                       | U.S.  |
| ---- | --------------------------------------------------------------------------- | ----- |
| 2005 | Gemini: Good vs. Evil - Wydano: 8 lutego, 2005 - Wytwórnia: Ball'r/Thugline | 69    |

### Internetowe
- LeathaFace: The Legends Underground (Part I) (2003)
- Too Raw for Retail (2005)
- Mellow, Smooth and Krayzie (2007)
- Everybody Wants a Thug (2010)

### Mixtape’y
- Streets Most Wanted (2006)
- Thugline Boss (2007)
- The Fixtape Vol. 1: Smoke On This (2008)
- The Fixtape Vol. 2: Just One Mo Hit (2009)
- The Fixtape Vol. 3: The Fixtape Vol. 3: Lyrical Paraphernalia (2010)

### Single
| Rok  | Tytuł                                 | Pozycja na liście | Pozycja na liście | Pozycja na liście | Pozycja na liście | Album                 |
| Rok  | Tytuł                                 | U.S. Hot 100      | U.S. R&B/Hip-Hop  | U.S. Rap          | Rhythmic Top 40   | Album                 |
| ---- | ------------------------------------- | ----------------- | ----------------- | ----------------- | ----------------- | --------------------- |
| 1999 | „Thug Mentality”                      | 109               | 47                | -                 | 28                | Thug Mentality 1999   |
| 1999 | „Paper”                               | -                 | 101               | -                 | -                 | Thug Mentality 1999   |
| 2001 | „Hard Time Hustlin'” (featuring Sade) | -                 | -                 | -                 | -                 | Thug on da Line       |
| 2005 | „Get'chu Twisted”                     | -                 | -                 | -                 | -                 | Gemini: Good vs. Evil |

### Gościnnie na singlach
| Rok  | Nazwa                                                                        | Pozycja na liście | Pozycja na liście | Pozycja na liście | Pozycja na liście | Album                               |
| Rok  | Nazwa                                                                        | U.S. Hot 100      | U.S. R&B/Hip-Hop  | U.S. Rap          | Rhythmic Top 40   | Album                               |
| ---- | ---------------------------------------------------------------------------- | ----------------- | ----------------- | ----------------- | ----------------- | ----------------------------------- |
| 1997 | „Breakdown” (featuring Wish Bone & Mariah Carey)                             | -                 | 4                 | -                 | -                 | Butterfly                           |
| 2000 | „Until We Rich” (featuring Ice Cube)                                         | -                 | 50                | -                 | 21                | War & Peace Vol. 2 (The Peace Disc) |
| 2002 | „I Don’t Give a Fuck” (featuring Lil Jon and the Eastside Boys and Mystikal) | -                 | 50                | -                 | -                 | Kings of Crunk                      |
| 2006 | „Spit Your Game” (featuring The Notorious B.I.G., Twista and 8Ball & MJG)    | -                 | 68                | -                 | -                 | Duets: The Final Chapter            |
| 2006 | „Ridin’” (featuring Chamillionaire)                                          | 1                 | 7                 | 2                 | 1                 | The Sound of Revenge                |
| 2006 | „Untouchable” (featuring 2Pac)                                               | 111               | 91                | -                 | -                 | Pac’s Life                          |

## Występy gościnne
| Rok  | Tytuł                               | Wykonawca(y)                              | Album                                |  |
| ---- | ----------------------------------- | ----------------------------------------- | ------------------------------------ |  |
| 1996 | „Let’s All Get High”                | Da Brat                                   | Anuthatantrum                        |  |
| 1998 | „Good Times”                        | Fat Joe & Layzie Bone                     | Don Cartagena                        |  |
| 1998 | „Don't Hate On Me”                  | Jermaine Dupri & Da Brat                  | Life in 1472                         |  |
| 1999 | „I Still Believe Remix”             | Mariah Carey & Da Brat                    |                                      |  |
| 1999 | „Up There”                          | Project Pat                               | Ghetty Green                         |  |
| 1999 | „Thugs & Hustlers”                  | Naughty by Nature & Mag                   | Nineteen Naughty Nine: Nature's Fury |  |
| 1999 | „Rebel Music (3 O’Clock Roadblock)” | Bob Marley                                | Chant Down Babylon                   |  |
| 2000 | „Until We Rich”                     | Ice Cube                                  | War & Peace Vol. 2 (The Peace Disc)  |  |
| 2000 | „Thugs Cry (Remix)”                 | Bizzy Bone & Layzie Bone                  |                                      |  |
| 2000 | „I’m Not Sleeping”                  | Tiffany                                   | The Color of Silence                 |  |
| 2001 | „Somebody's Gotta Die”              | Coolio                                    | Coolio.com                           |  |
| 2002 | „I Don’t Give a Fuck”               | Lil Jon and the Eastside Boyz & Mystikal  | Kings of Crunk                       |  |
| 2004 | „Freaks”                            | Play-n-Skillz & Adina Howard              |                                      |  |
| 2004 | „Walk Like a Warrior”               | Dead Prez                                 | Revolutionary But Gangsta            |  |
| 2005 | „Don't Forget About Us Remix”       | Mariah Carey, Layzie Bone & Juelz Santana |                                      |  |
| 2005 | „Ridin”                             | Chamillionaire                            | The Sound of Revenge                 |  |
| 2005 | „Spit Your Game”                    | The Notorious B.I.G. & Twista             | Duets: The Final Chapter             |  |
| 2006 | „Spit Your Game Remix”              | The Notorious B.I.G., Twista, 8Ball & MJG |                                      |  |
| 2006 | „Destroy You”                       | DJ Khaled & Twista                        | Listenn... the Album                 |  |
| 2006 | „Never Let You Down”                | Frankie J & Layzie Bone                   | Priceless                            |  |
| 2006 | „Untouchable”                       | 2Pac                                      | Pac’s Life                           |  |
| 2007 | „The Bill Collecta”                 | Chamillionaire                            | Ultimate Victory                     |  |
| 2007 | „Defend Your Own”                   | Collie Buddz                              | Collie Buddz                         |  |
| 2008 | „Watch How I Do This”               | Kev Blaze                                 |                                      |  |
| 2008 | „I Dream”                           | Mike Jones & Z-Ro                         |                                      |  |
| 2008 | „Good Old Days”                     | The Game & Ne-Yo                          |                                      |  |
| 2008 | „Meal Ticket”                       | Daz                                       | Only on the Left Side                |  |
| 2008 | „Cloud 9”                           | Lootenant                                 |                                      |  |
| 2008 | „Girl You Blow My Mind”             | Mr. Criminal                              | Rise To Power                        |  |
| 2008 | „Paradise”                          | TQ                                        | Paradise                             |  |
| 2008 | „One Mo Gin”                        | Play-N-Skillz, Lil Jon & Bun B            |                                      |  |
| 2009 | „Welcome To The Game”               | Bisko                                     |                                      |  |
| 2009 | „Midwest Choppers 2”                | Tech N9ne & K-Dean                        | Sickology 101                        |  |
| 2009 | „Come With Me”                      | MastaMindz                                |                                      |  |
| 2009 | „I Won't Change”                    | Trae & Twista                             | Tha Truth                            |  |
| 2009 | „All I Really Want (Remix)”         | Rick Ross,The Dream & Twista              |                                      |  |